# Chaos (série télévisée)
Pour l’article homonyme, voir Chaos.
Chaos est une série télévisée américaine en treize épisodes de 42 minutes, créée par Tom Spezialy et diffusée entre le 1er avril et le 16 juillet 2011 sur le réseau CBS et sur le réseau Global au Canada.
La série a été doublée, mais reste inédite dans tous les pays francophones.

## Synopsis
Les enquêtes d'un groupe d'agents de la CIA travaillant secrètement afin de contourner les lourdeurs administratives, l'incompétence générale et les court-circuitages politiques…

## Distribution

### Acteurs principaux
- Freddy Rodríguez (VF : Emmanuel Garijo) : agent de la CIA Rick Martinez
- Christina Cole (VF : Laura Préjean) : Député directrice Adele Ferrer
- Eric Close (VF : Guillaume Lebon) : agent Michael Dorset
- Carmen Ejogo (VF : Stéphanie Lafforgue) : officier Fay Carson
- James Murray (VF : Alexis Victor) : agent Billy Collins
- Tim Blake Nelson (VF : Jérôme Keen) : agent Casey Malick
- Kurtwood Smith (VF : Serge Blumenthal) : directeur H. J. Higgins

### Acteurs récurrents
- Matthew Harrison (VF : Constantin Pappas) : assistant de Higgins (11 épisodes)
- Rick Overton (VF : Philippe Catoire) : Alan Blanke (8 épisodes)

### Invités
- Alessandro Juliani : Aide (épisodes 1 et 6)
- Margo Martindale : Doris Blashik (épisodes 1 et 13)
- Adam Godley : Jonathan Aldridge (épisode 1)
- Ilia Volok (en) : Clarkson (épisode 1)
- Frank Bruynbroek : Vidor (épisode 1)
- Bambadjan Bamba : Kaya (épisode 1)
- Malcolm Stewart (en) : Burt Hecker (épisodes 2 et 5)
- Currie Graham : Congressman Fuller (épisode 2)
- Joy Osmanski (en) : Unchin Song (épisode 2)
- Eddie Shin (en) : Lee Quan Song (épisode 2)
- Michael Badalucco : Fred Farmer (épisodes 3, 10 et 12)
- Emily Baldoni : Masha Dratchev (épisode 3)
- Pasha D. Lychnikoff : Alexei Dratchev (épisode 3)
- Tzi Ma (VF : Éric Legrand) : colonel Kai-Wei / Quan (épisode 4)
- Illeana Douglas : Linda Phillips (épisode 4)
- Molly Hagan : Cia Agent (épisode 1) / Ms. Lurkin (épisode 5)
- Ed Begley Jr. : Operative Corwin (épisode 5)
- Walter Perez : Felipe (épisode 5)
- Kelly Metzger (en) : Operative Mercer (épisode 5)
- Bruce Ramsay : Jean Pierre (épisode 6)
- Winter Ave Zoli : Irina (épisode 6)
- John Livingston : Operative Lloyd (épisode 6)
- Dmitry Chepovetsky : Albert Boskiv (épisode 6)
- Hiro Kanagawa : Operative Flowers (épisode 6)
- Carlos Leal : Luc Mounia (épisode 7)
- Steve Hytner (en) : Barry (épisode 7)
- Patrick Bauchau : Renard (épisode 7)
- James M. Connor (en) : Donald Combs (épisode 8)
- Bill Duke : General Margolis (épisode 8)
- Robert Foxworth : Bernard LaRouche (épisode 8)
- Ellie Harvie (en) : Lawyer (épisode 8)
- Branka Katić : Sophia Vukola (épisode 9)
- Cynthia Stevenson : Violet Green (épisode 9)
- Isiah Whitlock Jr. : Warren (épisode 9)
- Bruce Boxleitner : Ray Bishop (épisode 10)
- Gregg Henry : Kurt Neimeyer (épisode 10)
- Joel Moore (VF : Vincent de Bouard) : Constantine Gallo (épisode 11)
- Vincent Gale : Schmidt (épisode 11)
- Peter Kent : Klaus (épisode 11)
- Izabella Miko : Greta (épisode 11)
- John Rothman : Byron Duke (épisode 11)
- Stephen Lobo : Rostam (épisode 12)
- Tony Amendola : Mehrak (épisode 12)
- Michael Benyaer : Sadegh (épisode 12)
- Alisen Down : Dr Sheila Levine (épisode 12)
- Jesse Borrego (VF : Fabien Jacquelin) : Ernesto Salazar (épisode 13)
- C. Thomas Howell : Carson Simms (épisode 13)
- David Orth : Harris (épisode 13)

- Version française
Société de doublage : East-West Production[2]
Direction artistique : Blanche Ravalec[2]

 Source et légende : version française (VF) sur RS Doublage et Doublage Séries Database

## Production
Le projet a débuté en décembre 2009, et le pilote a été commandé un mois plus tard.
Le casting a débuté en février 2010, dans cet ordre : Freddy Rodríguez, James Murray, Tim Blake Nelson, Eric Close, Carmen Ejogo et Stephen Rea (Director Higgins).
La série n'a pas été retenue par CBS lors des Upfronts à la mi-mai 2010, mais est entré en négociations à la fin mai pour une potentielle diffusion à la mi-saison, mais est tombée à l'eau au début juillet pour finalement conclure une entente le même mois.
Au début novembre 2010, Kurtwood Smith reprend le rôle tenu par Stephen Rea dans le pilote.
Après la diffusion du troisième épisode, la série est annulée et retirée de l'horaire. Les épisodes restants sont diffusés les samedis soirs à partir de la fin mai 2011.

## Épisodes
| №  | Titre             | Réalisation             | Scénario                             | Première diffusion | Code de prod. | Audience (millions) |
| -- | ----------------- | ----------------------- | ------------------------------------ | ------------------ | ------------- | ------------------- |
| 1  | Pilot             | Brett Ratner            | Tom Spezialy                         | 1er avril 2011     | 1ASM79        | 6,525               |
| 2  | Song of the North | Ron Underwood           | Jace Richdale                        | 8 avril 2011       | 1ASM03        | 5,728               |
| 3  | Love and Rockets  | Ron Underwood           | Matt Ward et David Gerken            | 15 avril 2011      | 1ASM06        | 5,683               |
| 4  | Two Percent       | Jeffrey Melman          | Chris Dingess                        | 28 mai 2011        | 1ASM08        | 3,555               |
| 5  | Molé              | Bryan Spicer            | Tom Spezialy et Bruce Zimmerman (en) | 28 mai 2011        | 1ASM04        | 3,875               |
| 6  | Eaten by Wolves   | Bryan Spicer            | Katie Ford (en)                      | 4 juin 2011        | 1ASM02        | 3,12                |
| 7  | Remote Control    | Fred Gerber (en)        | Katie Ford et Vivian Lee             | 11 juin 2011       | 1ASM05        | 3,23                |
| 8  | Core Fortitude    | David Straiton (en)     | Tom Spezialy                         | 18 juin 2011       | 1ASM01        | 3,86                |
| 9  | Defending Sophia  | Fred Gerber             | Chris Black (en) et Bruce Zimmerman  | 25 juin 2011       | 1ASM07        | 3,24                |
| 10 | Glory Days        | Sarah Pia Anderson (en) | Michele Fazekas et Tara Butters      | 25 juin 2011       | 1ASM09        | 3,24                |
| 11 | Deep Cover Band   | Oz Scott                | Dan E. Fesman (en)                   | 2 juillet 2011     | 1ASM10        | 2,59                |
| 12 | Mincemeat         | Ron Underwood           | Ed Zuckerman                         | 9 juillet 2011     | 1ASM11        | 2,85                |
| 13 | Proof of Life     | Jerry Levine (en)       | Chris Black et Ed Zimmerman          | 16 juillet 2011    | 1ASM12        | 3,04                |